# Ом
Ом (русское обозначение: Ом; международное обозначение: Ω) — единица измерения электрического сопротивления в Международной системе единиц (СИ). Ом равен электрическому сопротивлению участка электрической цепи, между концами которого протекает постоянный электрический ток силой 1 ампер при напряжении на концах цепи 1 вольт.
Единица названа в честь немецкого учёного Георга Симона Ома. В Международную систему единиц (СИ) ом введён решением XI Генеральной конференцией по мерам и весам в 1960 году одновременно с принятием системы СИ в целом.
В соответствии с правилами СИ, касающимися производных единиц, названных по имени учёных, наименование единицы ом пишется со строчной буквы, а её обозначение — с заглавной.
Через основные единицы ом выражается:
{\displaystyle {\mbox{Ом}}={\dfrac {{\mbox{кг}}\cdot {\mbox{м}}^{2}}{{\mbox{А}}^{2}\cdot {\mbox{с}}^{3}}}.}
Единицей, обратной ому, является сименс — единица измерения электрической проводимости в СИ.
Хотя в Юникоде и присутствует значок ома (Ω, Ohm sign, U+2126), но его каноническим разложением является заглавная греческая буква омега (Ω, U+03A9), то есть эти два символа должны быть неразличимы с точки зрения пользователя. Рекомендуется для обозначения ома использовать омегу.

## Кратные и дольные единицы
Десятичные кратные и дольные единицы образуют с помощью стандартных приставок СИ.
| Кратные                                                                                                | Кратные  | Кратные     | Кратные     | Дольные  | Дольные  | Дольные     | Дольные     |
| величина                                                                                               | название | обозначение | обозначение | величина | название | обозначение | обозначение |
| --- | -------- | ----------- | ----------- | -------- | -------- | ----------- | ----------- |
| 101 Ом                                                                                                 | декаом   | даОм        | daΩ         | 10−1 Ом  | дециом   | дОм         | dΩ          |
| 102 Ом                                                                                                 | гектоом  | гОм         | hΩ          | 10−2 Ом  | сантиом  | сОм         | cΩ          |
| 103 Ом                                                                                                 | килоом   | кОм         | kΩ          | 10−3 Ом  | миллиом  | мОм         | mΩ          |
| 106 Ом                                                                                                 | мегаом   | МОм         | MΩ          | 10−6 Ом  | микроом  | мкОм        | µΩ          |
| 109 Ом                                                                                                 | гигаом   | ГОм         | GΩ          | 10−9 Ом  | наноом   | нОм         | nΩ          |
| 1012 Ом                                                                                                | тераом   | ТОм         | TΩ          | 10−12 Ом | пикоом   | пОм         | pΩ          |
| 1015 Ом                                                                                                | петаом   | ПОм         | PΩ          | 10−15 Ом | фемтоом  | фОм         | fΩ          |
| 1018 Ом                                                                                                | эксаом   | ЭОм         | EΩ          | 10−18 Ом | аттоом   | аОм         | aΩ          |
| 1021 Ом                                                                                                | зеттаом  | ЗОм         | ZΩ          | 10−21 Ом | зептоом  | зОм         | zΩ          |
| 1024 Ом                                                                                                | йоттаом  | ИОм         | YΩ          | 10−24 Ом | иоктоом  | иОм         | yΩ          |
| 1027 Ом                                                                                                | роннаом  | РнОм        | RΩ          | 10−27 Ом | ронтоом  | рнОм        | rΩ          |
| 1030 Ом                                                                                                | кветтаом | КвОм        | QΩ          | 10−30 Ом | квектоом | квОм        | qΩ          |
| рекомендовано к применению применять не рекомендуется не применяются или редко применяются на практике |          |             |             |          |          |             |             |